# Бајлнгрис
Бајлнгрис (њем. Beilngries) град је у њемачкој савезној држави Баварска. Једно је од 30 општинских средишта округа Ајхштет. Према процјени из 2010. у граду је живјело 8.652 становника. Посједује регионалну шифру (AGS) 9176114.

## Географски и демографски подаци
Бајлнгрис се налази у савезној држави Баварска у округу Ајхштет. Град се налази на надморској висини од 368 метара. Површина општине износи 100,2 km². У самом граду је, према процјени из 2010. године, живјело 8.652 становника. Просјечна густина становништва износи 86 становника/km².

## Међународна сарадња
| Мјесто                         | Држава   | Врста сарадње | Од    |
| ------------------------------ | -------- | ------------- | ----- |
| Парке Натурал Сијера де Марија | Шпанија  | партнерство   | 1994. |
| Бибербах                       | Аустрија | партнерство   | 1980. |
| Извор                          |          |               |       |